# Tarzan e le sirene
Tarzan e le sirene (Tarzan and the Mermaids) è un film del 1948 diretto da Robert Florey.
Il soggetto di Carroll Young è liberamente ispirato alle avventure di Tarzan, il personaggio creato da Edgar Rice Burroughs nel 1912. È il dodicesimo e ultimo dei film della saga di Tarzan interpretati da Johnny Weissmuller che, primo uomo al mondo a nuotare i 100 metri stile libero sotto il minuto e vincitore di cinque medaglie d'oro olimpiche a Parigi nel 1924 e ad Amsterdam nel 1928, all'epoca aveva ormai compiuto 44 anni.

## Trama
Questa volta Tarzan e Jane (senza Piccolo) dovranno fronteggiare Palanth, un sacerdote del mare che vuole costringere Mara, una bella ragazza, a sposare Varga, un imbroglione che si finge un dio degli abissi. Tarzan dunque accorre immediatamente e così oltre a sconfiggere i propri nemici, scoprirà anche l'esistenza del Popolo del Mare.

## Produzione
Le riprese in esterni del film, secondo Hollywood Reporter, furono girate ad Acapulco e nella zona di Città del Messico. Alcune riviste commentarono che, benché la storia fosse ambientata in Africa, i luoghi e gli attori erano chiaramente dei latini.
Con un budget di oltre un milione di dollari, fu il più costoso dei film su Tarzan prodotti fino a quel momento.

## Distribuzione
Il copyright del film, richiesto dalla Sol Lesser Productions, Inc., fu registrato il 23 marzo 1948 con il numero LP1567.
Distribuito dalla RKO Radio Pictures, il 29 marzo il film fu presentato in prima a New York e a Los Angeles il 27 aprile 1948. Uscì poi nelle sale USA il 15 maggio dei quello stesso anno.